# حديقة بوما الوطنية
حديقة بوما الوطنية هي منطقة محمية في شرق جنوب السودان بالقرب من الحدود الإثيوبية. تأسست في عام 1977 وتغطي 22,800 كيلومتر مربع (8,800 ميل2) من المراعي والسهول الفيضية.

## الحيوانات البرية
الحديقة هي ملجأ مهم للكوب، والظبي الأفريقي، وغزال مونغالا، والثدييات الكبيرة الأخرى مثل الجاموس الأفريقي، والفيل الأفريقي، والفهد الأفريقي، والزرافة النوبية، والمها، وثيتل الهرتبيس، وفهد شمال شرقأفريقيا، وعلند شائع، وظبي الماء، وغزال غرانت، وكود الصغرى، وبونغو، وعلند عملاق، وأبو عق. كما أنها منطقة طيور مهمة. يشمل نسر أبقع، وصرارة سوداء الصدر. حديقة غامبيلا الوطنية المجاورة في إثيوبيا تحمي الأنواع المماثلة.
وفرت الحياة البرية في هذه الحديقة لحوم الأدغال، التي لا تعد فقط حاجة غذائية مهيمنة لكثير من سكان جنوب السودان، ولكنها أيضًا طريق للتجارة غير القانونية المدعومة بصيد الحياة البرية التي تسببت في تلف التنوع البيولوجي. يمثل المنتزه أكبر تركيز للحياة البرية في البلاد، وخاصة الثدييات.